# Ectropina suttoni
Ectropina suttoni is een vlinder uit de familie mineermotten (Gracillariidae). De wetenschappelijke naam van deze soort is als Epicephala suttoni voor het eerst geldig gepubliceerd in 1980 door Bland.
De soort komt voor in tropisch Afrika.